# Coupe du monde féminine de cyclisme sur route 2008
Navigation
Édition précédente Édition suivante
La Coupe du monde de cyclisme sur route féminine 2008 est la 11e édition de la Coupe du monde de cyclisme sur route féminine. C'est l'Allemande Judith Arndt qui a remporté le classement final.

## Courses
| Date              | #  | Course                                       | Pays      | Vainqueur                                                 | Equipe                             |
| ----------------- | -- | -------------------------------------------- | --------- | --------------------------------------------------------- | ---------------------------------- |
| 24 février 2008   | 1  | Geelong World Cup                            | Australie | Katheryn Mattis                                           | Webcor Builders Cycling Team       |
| 24 mars 2008      | 2  | Trofeo Alfredo Binda-Comune di Cittiglio     | Italie    | Emma Pooley                                               | Team Specialized Designs For Women |
| 6 avril 2008      | 3  | Tour des Flandres                            | Belgique  | Judith Arndt                                              | Team High Road Women               |
| 12 avril 2008     | 4  | Tour de Drenthe                              | Pays-Bas  | Chantal Beltman                                           | Team High Road Women               |
| 23 avril 2008     | 5  | Flèche wallonne                              | Belgique  | Marianne Vos                                              | Team DSB Bank                      |
| 4 mai 2008        | 6  | Tour de Berne                                | Suisse    | Susanne Ljungskog                                         | Menikini Selle Italia              |
| 31 mai 2008       | 7  | Coupe du monde cycliste féminine de Montréal | Canada    | Judith Arndt                                              | Team High Road Women               |
| 30 juillet 2008   | 8  | Open de Suède Vårgårda                       | Suède     | Kori Seehafer                                             | Menikini Selle Italia              |
| 1er août 2008     | 9  | Open de Suède Vårgårda TTT                   | Suède     | Priska Doppmann Karin Thürig Christiane Soeder Carla Ryan | Cervélo Lifeforce Pro Cycling Team |
| 24 août 2008      | 10 | Grand Prix de Plouay                         | France    | Fabiana Luperini                                          | Menikini Selle Italia              |
| 14 septembre 2008 | 11 | Tour de Nuremberg                            | Allemagne | Judith Arndt                                              | Team Columbia Women                |

## Équipes UCI
| Code UCI | Nom                                      | Pays        | Site web                        |
| -------- | ---------------------------------------- | ----------- | ------------------------------- |
| EHN      | Elk Haus                                 | Autriche    | elkhaus-noe.com                 |
| UNG      | Team Uniqa                               | Autriche    | team-uniqa.com                  |
| VLL      | Topsport Vlaanderen Thompson Ladies Team | Belgique    | cyclingteam-vlaanderen.be       |
| BPD      | Bizkaia Durango                          | Espagne     | duranguesa.com                  |
| DKT      | Debabarrena - Kirolgi                    | Espagne     |                                 |
| FUT      | Vienne Futuroscope                       | France      | cyclisme-vienne-futuroscope.com |
| TPF      | Team Pro féminin Les Carroz              | France      | team47petitesreines.free.fr/    |
| ESG      | ESGL 93 - GSD Gestion                    | France      |                                 |
| TLG      | Team Lot-et-Garonne                      | France      |                                 |
| GRT      | Global Racing Team                       | Royaume-Uni |                                 |
| RAC      | Rapha/Condor                             | Royaume-Uni |                                 |
| NUR      | Nürnberger Versicherung                  | Allemagne   |                                 |
| TMP      | Team High Road Women                     | Allemagne   | highroadsports.com/team         |
| TGH      | Team Getränke-Hoffmann                   | Allemagne   |                                 |
| GPC      | Giant Pro Cycling                        | Hong Kong   |                                 |
| FRW      | Cycling Team Titanedi-Frezza Acca Due O  | Italie      | dream-t.com                     |
| FEN      | Fenixs                                   | Italie      |                                 |

| Code UCI | Nom                                | Pays       | Site web          |
| -------- | ---------------------------------- | ---------- | ----------------- |
| SAF      | Safi-Pasta Zara Manhattan          | Italie     |                   |
| USC      | USC Chirio Forno d'Asolo           | Italie     |                   |
| MGI      | Menikini Selle Italia              | Italie     |                   |
| SEM      | Saccarelli Emu Sea Marsciano       | Italie     |                   |
| MIC      | S.C. Michela Fanini Record Rox     | Italie     |                   |
| TOG      | Top Girls Fassa Bortolo Raxy Line  | Italie     |                   |
| TSC      | Therme Skin Care                   | Pays-Bas   |                   |
| AAD      | AA-Drink Cycling Team              | Pays-Bas   |                   |
| DSB      | Team DSB Bank                      | Pays-Bas   |                   |
| VVP      | Vrienden Van Het Platteland        | Pays-Bas   |                   |
| FLX      | Team Flexpoint                     | Pays-Bas   | teamflexpoint.com |
| PAQ      | POL-Aqua                           | Pologne    |                   |
| PRI      | Primus                             | Pologne    |                   |
| PTG      | Petrogradets                       | Russie     |                   |
| RLT      | Cervélo Lifeforce Pro Cycling Team | Suisse     |                   |
| BCT      | Bigla Cycling Team                 | Suisse     |                   |
| TSW      | Team Specialized Designs For Women | Suisse     |                   |
| WEB      | Webcor Builders Cycling Team       | États-Unis |                   |
| VBR      | Verducci Breakaway Racing          | États-Unis |                   |

## Classements finals

### Classement individuel[1]
| #  | Cycliste            | Équipe                             | 1  | 2  | 3  | 4  | 5  | 6  | 7  | 8  | 9  | 10 | 11 | Total |
| -- | ------------------- | ---------------------------------- | -- | -- | -- | -- | -- | -- | -- | -- | -- | -- | -- | ----- |
| 1  | Judith Arndt        | Team High Road Women               | -  | 0  | 75 | 7  | 35 | 50 | 75 | 18 | -  | 30 | 75 | 365   |
| 2  | Suzanne de Goede    | Equipe Nürnberger Versicherung     | 24 | 50 | 24 | 30 | 5  | 0  | 0  | 15 | 25 | 35 | 24 | 232   |
| 3  | Marianne Vos        | Team DSB Bank                      | -  | -  | 27 | 50 | 75 | -  | -  | -  | -  | -  | 30 | 182   |
| 4  | Fabiana Luperini    | Menikini Selle Italia              | -  | 0  | 0  | -  | 0  | -  | 50 | 0  | -  | 75 | -  | 125   |
| 5  | Emma Pooley         | Team Specialized Designs For Women | -  | 75 | -  | -  | 24 | 0  | 18 | -  | -  | -  | -  | 117   |
| 6  | Chantal Beltman     | Team High Road Women               | 0  | 0  | 6  | 75 | 0  | 27 | 6  | -  | -  | 0  | -  | 114   |
| 7  | Kirsten Wild        | AA-Drink Cycling Team              | -  | 0  | 35 | 18 | 0  | 0  | -  | 6  | 15 | -  | 35 | 109   |
| 8  | Charlotte Becker    | Equipe Nürnberger Versicherung     | 18 | -  | -  | -  | -  | -  | -  | 35 | 25 | -  | 27 | 105   |
| 9  | Marta Bastianelli   | Safi-Pasta Zara Manhattan          | -  | 18 | 18 | -  | 50 | 15 | -  | -  | -  | -  | -  | 101   |
| 10 | Ina-Yoko Teutenberg | Team High Road Women               | 35 | -  | -  | 35 | -  | -  | -  | -  | 30 | -  | 0  | 100   |

### Classement par équipes[1]
| #  | Équipe                             | Code | Points |
| -- | ---------------------------------- | ---- | ------ |
| 1  | Team High Road Women               | TMP  | 852    |
| 2  | Equipe Nürnberger Versicherung     | NUR  | 498    |
| 3  | Menikini-Selle Italia              | MSI  | 442    |
| 4  | Cervélo-Lifeforce Pro Cycling Team | RLT  | 396    |
| 5  | Team DSB Bank                      | DSB  | 292    |
| 6  | Bigla Cycling Team                 | BCT  | 244    |
| 7  | AA-Drink Cycling Team              | AAD  | 194    |
| 8  | Team Flexpoint                     | FLX  | 190    |
| 9  | Webcor Builders Cycling Team       | WEB  | 169    |
| 10 | Vrienden Van Het Platteland        | VVP  | 169    |